# Doug Collins
Paul Douglas „Doug“ Collins (* 28. Juli 1951 in Christopher, Illinois) ist ein US-amerikanischer Basketballtrainer und ehemaliger -spieler. 1973 war er im NBA-Draft erster Pick und wurde vierfacher NBA All-Star. Zuletzt war er Headcoach der Philadelphia 76ers. Er wurde 2024 in seiner Funktion als Sportkommentator in die Naismith Memorial Basketball Hall of Fame aufgenommen.

## Spielerkarriere

### Highschool und College
Auf der Benton Highschool in Benton, Illinois, genoss Collins unter Head Coach Rich Herrin eine erfolgreiche Basketballkarriere.

### Olympische Spiele 1972
Collins war Mitglied der Basketballmannschaft der Vereinigten Staaten bei den Olympischen Sommerspielen 1972 in München. Nachdem Collins im Endspiel gegen die UdSSR gegen Ende der Spielzeit zwei Freiwürfe verwandelt hatte, führten die USA mit 50:49. Jedoch herrschte Verwirrung über eine Auszeit, und technische Probleme mit der Wurfuhr führten dazu, dass die Unparteiischen die Partie drei Sekunden vor Ende fortsetzten. Mit dem letzten Versuch gelang den Spielern der UdSSR ein schneller Korbleger und die USA kassierten nach dem 50:51 ihre erste olympische Niederlage.

### Profikarriere
Nach den Olympischen Sommerspielen 1972 meldete sich Collins zum ABA-Draft. Er entschloss sich jedoch für die NBA, die damalige große Konkurrenzliga. 1973 wurde er an erster Stelle von den Philadelphia 76ers gedraftet. Jedoch spielte er nur 25 Spiele in seinem Rookie-Jahr, wobei er 8 Punkte pro Spiel auflegte.
Seine Statistikwerte stiegen jedoch permanent über die weiteren Saisons an. In 81 Spielen erzielte er 1974/1975 18 Punkte, 2,6 Assists sowie fast 4 Rebounds. In den späten 70er Jahren wurde er viermal zum All-Star genannt. 1976/1977 erreichte er mit den 76ers die NBA-Finals, wobei er jener Saison fast 19 Punkte und 4 Rebounds auflegte. Obwohl das Team sowohl Collins als auch Julius Erving, den damaligen Superstar, hatte, verloren sie 4:2 gegen die Portland Trail Blazers.
Insgesamt verzeichnete Collins 7427 Punkte in 415 Ligaspielen bei einem Durchschnitt von 17,9 Punkten pro Spiel. Außerdem holte er 1339 Rebounds (3,2 pro Spiel) sowie 1368 Assists (3,3 pro Spiel).

## Trainerkarriere

### Frühe Coachingkarriere
Nach seinem Rücktritt wechselte Collins zum Coaching. Er wurde Assistenztrainer von Bob Weinhauer auf der University of Pennsylvania; später folgte er Weinhauer zu den Arizona State Sun Devils. Seine NBA-Trainerpremiere feierte er bei den Chicago Bulls 1986, wo er Michael Jordan und Scottie Pippen coachte. Er brachte die Bulls zu dem größten Erfolg seit 15 Jahren, als er in die Eastern Conference Finals einzog, jedoch wurde er 1989 von Assistenzcoach Phil Jackson abgelöst.

### Trainer der Detroit Pistons
1995 wurde Collins zum Cheftrainer der Detroit Pistons ernannt, die er zu einem Saisonrekord führte. Er coachte 1997 das All-Star-Team der Eastern Conference. Bis zum 2. Februar 1998 arbeitete er als Trainer, bis ihn Alvin Gentry ablöste. Anschließend war er als Fernsehexperte und -moderator auf NBC und TNT tätig.

### Trainer der Washington Wizards
Er arbeitete fünf Jahre als Moderator, als er 2001/2002 Coach der Washington Wizards wurde. In Washington war er wieder mit Michael Jordan und Charles Oakley vereint. Wieder einmal konnte er das Team auf ein neues Level heben und einen neuen Saisonrekord aufstellen. Obwohl seine Gewinnquote von 45,1 % in seinen beiden Trainerjahren höher war als die der vorherigen zwei Spielzeiten (30,8 %) wurde Collins 2002/2003 gefeuert. Anschließend kehrte er zu TNT zurück, um als Experte tätig zu sein.

### Trainer der Philadelphia 76ers
Am 21. Mai 2010 wurde Collins zum Headcoach der 76ers ernannt, nachdem er bei den Olympischen Sommerspielen 2008 in Peking als Experte gearbeitet hatte. Die Saison startete jedoch schlecht; am Anfang standen nur 3:13 Siege zu Buche. Am Ende der Saison konnte sich Philadelphia jedoch noch auf den 7. Platz im Osten verbessern.
Nachdem man 2013 die Playoffs nicht erreicht hatte, beendete Collins seine Trainerkarriere. Er arbeitet jetzt in beratender Tätigkeit bei den 76ers.

## Trainerstatistiken
| Team               | Saison  | G   | S   | N   | S-N%   | Saisonplatzierung | PSP | PS | PN | PS-N%  | Endplatzierung                      |
| ------------------ | ------- | --- | --- | --- | ------ | ----------------- | --- | -- | -- | ------ | ----------------------------------- |
| Chicago Bulls      | 1986/87 | 82  | 40  | 42  | 48,8 % | 5. in Central     | 3   | 0  | 3  | 0%     | Niederlage in 1. Runde              |
| Chicago Bulls      | 1987/88 | 82  | 50  | 32  | 61,0 % | 2. in Central     | 10  | 4  | 6  | 40%    | Niederlage in Conference Finals     |
| Chicago Bulls      | 1988/89 | 82  | 47  | 35  | 57,3 % | 5. in Central     | 17  | 9  | 8  | 52,9 % | Niederlage Conference Finals        |
| Detroit Pistons    | 1995/96 | 82  | 46  | 36  | 56,1 % | 4. in Central     | 3   | 0  | 3  | 0%     | Niederlage in 1. Runde              |
| Detroit Pistons    | 1996/97 | 82  | 54  | 28  | 65,9 % | 3. in Central     | 5   | 2  | 3  | 40%    | Niederlage in 1. Runde              |
| Detroit Pistons    | 1997/98 | 45  | 21  | 24  | 46,7 % | gefeuert          | -   | -  | -  | -      | -                                   |
| Washington Wizards | 2001/02 | 82  | 37  | 45  | 45,1 % | 5. in Atlantic    | -   | -  | -  | -      | Playoffs verpasst                   |
| Washington Wizards | 2002/03 | 82  | 37  | 45  | 45,1 % | 5. in Atlantic    | -   | -  | -  | -      | Playoffs verpasst                   |
| Philadelphia 76ers | 2010/11 | 82  | 41  | 41  | 50%    | 3. in Atlantic    | 5   | 1  | 4  | 20%    | Niederlage in 1. Runde              |
| Philadelphia 76ers | 2011/12 | 66  | 35  | 31  | 53%    | 3. in Atlantic    | 13  | 7  | 6  | 53,8 % | Niederlage in Conference Halbfinale |
| Karriere           |         | 767 | 408 | 359 | 53,2 % |                   | 56  | 23 | 33 | 41,1 % |                                     |